# منتخب أستراليا لاتحاد الرغبي
منتخب أستراليا لاتحاد الرغبي، الملقب بالأولاب (Wallabies)، هو المنتخب الوطني الممثل لأستراليا في رياضة اتحاد الرغبي. لعب الفريق أول مرة في سيدني في عام 1899، وفاز بأول مباراة اختبارية ضد فريق الجزر البريطانية المتجول.
شاركت أستراليا في جميع نهائيات كأس العالم للرغبي التسع، وفازت بالمباراة النهائية مرتين وحصلت على المركز الثاني مرتين. فازت أستراليا على إنجلترا في ملعب تويكنهام في نهائي كأس العالم للرغبي عام 1991 وفازت مرة أخرى في عام 1999 على ملعب الألفية في كارديف عندما كان خصمها في النهائي هو منتخب فرنسا.
يتنافس فريق أستراليا لاتحاد الرغبي أيضًا سنويًا في بطولة الرغبي (المعروفة سابقًا باسم Tri-Nations)، مع نظرائه في نصف الكرة الجنوبي الأرجنتين ونيوزيلندا وجنوب إفريقيا. فاز الفريق بهذه البطولة أربع مرات. تلعب أستراليا أيضًا مباريات اختبارية ضد مختلف الدول في لعبة الرغبي.
تم تجنيد أكثر من عشرة لاعبين سابقين من فريق أستراليا لاتحاد الرغبي في قاعة مشاهير الرغبي العالمية.

## التاريخ

### السنوات المبكرة

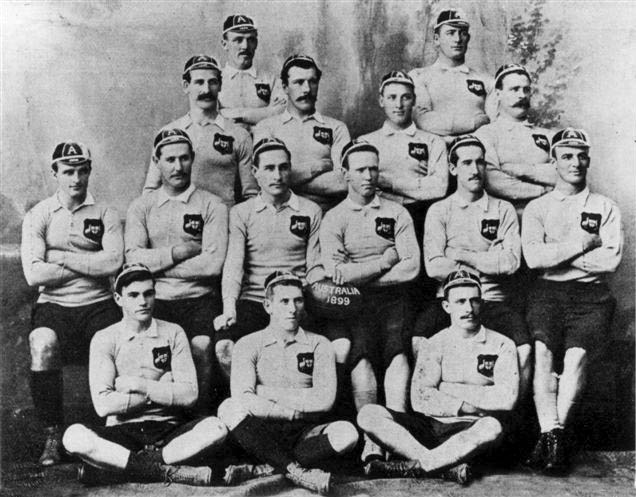
فريق أستراليا 1899

أقيمت أول مباراة دولية لأستراليا ضد فريق الجزر البريطانية المتجول في عام 1899. تم إجراء المباراة الاختبارية الأولى في ملعب سيدني للكريكيت وفازت أستراليا بنسبة 13-3، لكن الخصم ربح الاختبارات الثلاثة المتبقية. تألف المنتخب الأسترالي في المباراة الأولى من ستة لاعبين من كوينزلاند وتسعة من نيو ساوث ويلز. ارتدى الفريق اللون الأزرق لنيو ساوث ويلز عندما لعب في سيدني وكستنائي كوينزلاند عند اللعب في بريسبان، ولكن مع شعار النبالة الأسترالي بدلاً من الشعارات المعتادة لكل مستعمرة.
أُجرِيَت المباراة الاختبارية الأولى بين أستراليا نيوزيلندا على ملعب سيدني للكريكيت في عام 1903، حيث فازت نيوزيلندا 22-3. حسنت هذه الجولة من شعبية لعبة الرغبي في سيدني وبريسبان وساعدت في تعزيز حضور مباريات النادي.

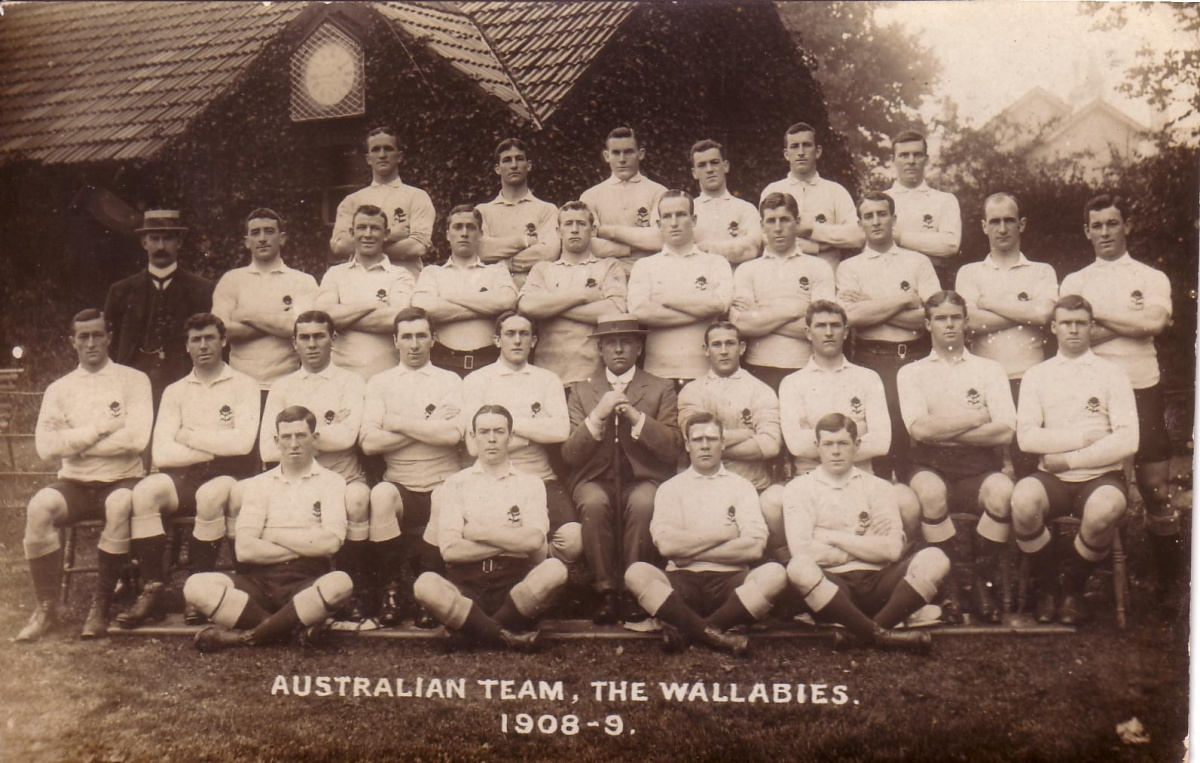
الفريق الذي قام بجولة في 1908-1909

تشكيل اتحاد الرغبي في نيو ساوث ويلز في عام 1907، وترك اللاعب النجم دالي ميسنجر اتحاد الرغبي للحصول على رمز الخصم. في العام التالي، غادر سيدني أول فريق أسترالي للرغبي يقوم بجولة في الجزر البريطانية. أطلقت الصحف في إنجلترا في البداية على الفريق اسم «الأرانب». اعتقد اللاعبون الأستراليون أن هذا اللقب مهين واستبدلوه بلقب الأولاب "Wallabies".
في عام 1909، عندما كان الاتحاد الشمالي " الجديد لا يزال في مهده في أستراليا، تم لعب مباراة بين الكنغر والولاب أمام حشد من حوالي 20000 شخص، حيث فاز فريق منتخب أستراليا بنسبة 29-26.
كان للحرب العالمية الأولى تأثير سلبي كبير على اتحاد الرغبي في أستراليا. توقفت جميع مسابقات اتحاد الرغبي في نيو ساوث ويلز وكوينزلاند بعد أن قررت الهيئات الحكومية أنه من غير المناسب لعب كرة القدم بينما كان الكثير من الشباب يقاتلون في الخارج. أُغلِقت رياضة اتحاد الرغبي تقريبًا مما تسبب في تحول العديد من اللاعبين إلى دوري الرغبي الذي لم يتوقف عن اللعب أثناء الحرب.
لم تبدأ المسابقات العادية في كوينزلاند مرة أخرى حتى عام 1929، ولم يكن هناك فريق أسترالي رسمي تم اختياره خلال معظم فترة عشرينات القرن العشرين قبل جولة أول بلاكس عام 1929. تم إعادة تشكيل فريق نيو ساوث ويلز واراتا (New South Wales Waratahs) في عام 1920، ولعب بانتظام طوال العقد بما في ذلك سلسلة من المباريات ضد نيوزيلندا جنوب إفريقيا قبل جولتهم 1927-1928 في الجزر البريطانية وفرنسا وكندا. نظرًا لأن فرق واراتا كان الممثل الوحيد لأستراليا في ذلك الوقت، فقد تم منح جميع المباريات الدولية التي لعبوها خلال هذه الفترة مكانة الأولاب بأثر رجعي.
كما لعب بطل الحرب السير إدوارد ويري دنلوب مع أستراليا قبل الحرب العالمية الثانية. لعب في الجانب الذي كان أول من فاز بكأس بليدسلوي.

### ما بعد الحرب: 1946-1959

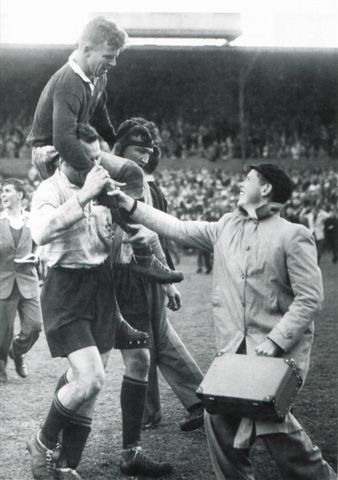
كابتن الأولاب سليمان برئاسة سبرينغبوكس 1953

أُجرِيَ الاختبار الأول بعد الحرب العالمية الثانية في دنيدن بين أستراليا ونيوزيلندا في عام 1946، والتي فازت بها نيوزيلندا 31-8. لم تفز أستراليا في جولة المباريات الثلاث؛ هُزمت 20-0 من قبل الماوري النيوزيلندية، ثم خسرت 14-10 أمام فريق أول بلاكس في الأسبوع التالي. شرعت أستراليا في جولة للدول الأصلية في 1947-1948. لم ترق الجولة الناجحة إلى مستوى غير مهزوم عندما خسر الأستراليون أمام فرنسا في مباراتهم الأخيرة في باريس. ومن بين اللاعبين الصاعدين تريفور آلان وسيريل بورك ونيكولاس شحادة.
بعد عودتها من الجولة الأوروبية الناجحة، استضافت أستراليا فريق نيوزيلندا الماوري في ثلاث مباريات متتالية في عام 1949؛ كلا الجانبين فاز مرة واحدة وتعادل واحد. في سبتمبر من ذلك العام، لعبت أستراليا مع فريق أول بلاكس مرتين في نيوزيلندا، وفازت في المباراتين واستعادت كأس بليدسلوي لأول مرة على أرض نيوزيلندا. كان فريق أل بلاك (All Black) يقوم بجولة في جنوب إفريقيا في ذلك الوقت وتم تخفيض انتصارات أستراليا ضد الفريق الثاني في بعض الأحيان. ومع ذلك احترامًا لنظام الفصل العنصري الساري آنذاك في جنوب إفريقيا، لم يختر الاتحاد النيوزيلندي أي لاعب من الماوري للمشاركة في الجولة. لعب العديد من هؤلاء المنتظمين في فريق أل بلاك ماوري ضد أستراليا بدلاً من ذلك، ويمكن القول إن فريق نيوزيلندا الذي لعب مع أستراليا كان جيدًا على الأقل مثل الفريق الذي كان في جولة في جنوب إفريقيا. قامت الجزر البريطانية بجولة في أستراليا في عام 1950، وفازت في كلا الاختبارين ضد أستراليا. في العام التالي، خضعت أستراليا لثلاثة اختبارات تبييض لفريق أل بلاك. فازت أستراليا في يوليو 1952، وهزمت فيجي في ملعب سيدني للكريكيت ثم خسروا الاختبار الثاني لفيجي بنقطتين. تمكنت أستراليا من التغلب على فريق أول بلاكس في لانكستر بارك بعد سلسلة فيجي. لكنهم خسروا الاختبار الثاني.
في هذه الجولة، تعادلوا أيضًا مع روديسيا في كيتوي 8-8.

### الستينات
كانت المباراة الأولى في العقد الجديد هي الفوز على فيجي في ملعب سيدني للكريكت في المباراة الأولى من سلسلة الاختبارات الثلاثة خلال عام 1961. تبع ذلك فوز ثانٍ، لكن فيجي انتزعت التعادل في الاختبار الثالث. توجهت أستراليا بعد ذلك إلى جنوب إفريقيا، حيث خسروا أمام سبرينغبوكس في بورت إليزابيث وجوهانسبرج. بعد عودتهم إلى الوطن، واجهوا فرنسا في ملعب سيدني للكريكت، التي هزمتهم 15-8.
في عام 1962، لعبت أستراليا ضد فريق أول بلاكس خمس مرات وخسرت جميعًا باستثناء تعادل 9-9 في أتلتيك بارك. بعد هزيمة إنجلترا 18-9 في عام 1963 في سيدني، فازت أستراليا على سبرينغبوكس في اختبارات متتالية في جنوب إفريقيا. أول فريق يقوم بذلك منذ الفريق البريطاني عام 1896.
تم إجراء عدد أقل من الاختبارات طوال منتصف الستينات، حيث لعبت أستراليا فقط سلسلة اختبار ثلاثة ضد أل بلاك في عام 1964. لقد ربحوا الاختبار الثالث بعد خسارة الأولين. في العام التالي، استضافت أستراليا منتخب جنوب أفريقيا لاتحاد الرغبي في اختبارين، وفازت فيها 18-11 و12-8. كانت هذه هي المرة الأولى التي يفوز فيها الفريق على جنوب إفريقيا، والأول على دولة كبرى منذ عام 1934.
جاءت الجزر البريطانية في العام التالي، بفوزها على أستراليا 11-8 في ملعب سيدني للكريكت، قبل أن تسحقهم 31-0 في بريسبان. غادرت أستراليا متوجهة إلى أوروبا في ديسمبر حيث انتصار 14-11 على ويلز أعقبه هزيمة ضئيلة 11-5 لاسكتلندا. استمرت الجولة في العام التالي حيث فازت أستراليا على إنجلترا 23-11 قبل أن تخسر أمام أيرلندا 15-8 وفرنسا 20-14. ثم استضافت أستراليا أيرلندا التي هزمتهم مرة أخرى في سيدني. وأعقب ذلك خسارة 20 نقطة أمام فريق أول بلاكس. في العام التالي، خسرت أستراليا أمام فريق أل بلاك بفارق نقطة واحدة فقط، وهزمت فرنسا بنفس الهامش لتحقق فوزها الأخير في العقد. بعد الخسارة أمام أيرلندا واسكتلندا في جولة، استضافت أستراليا فريق ويلز الذي هزمهم أيضًا.

### السبعينات
لعبت أستراليا مع اسكتلندا عام 1970 وفازت بـ 20 نقطة. جرت جولة أستراليا في جنوب إفريقيا عام 1971 في الموسم التالي. نُظمت احتجاجات في جميع أنحاء أستراليا وفي كوينزلاند، تم إصدار حالة الطوارئ قبل أحد الاختبارات. قامت أستراليا بجولة في فرنسا في نوفمبر من ذلك العام؛ هزم فرنسا في تولوز، لكنه خسر الاختبار الثاني في باريس. ثم زارت فرنسا أستراليا في يونيو 1972 ولعبت سلسلتين اختباريتين حيث فازوا بواحد وتعادلوا. ثم لعبت أستراليا ثلاث سلاسل اختبار ضد أول بلاكس في نيوزيلندا - خسرت الثلاثة. ثم توقفوا في سوفا للعب مع فيجي عند عودتهم، حيث فازوا في اختبارهم الوحيد لهذا العام.
في العام التالي، استضافت أستراليا تونجا، وبعد فوزها في الاختبار الأول، خسروا 11-16 في باليمور في ثانيهم. قامت أستراليا أيضًا بجولة قصيرة في المملكة المتحدة في نوفمبر 1973 حيث خسروا 24-0 أمام ويلز، و20-3 أمام إنجلترا. في عام 1974، استضافت أستراليا فريق أل بلاك في سلسلة من الاختبارات الثلاثة - خسرت اثنين، لكنها تعادلت في بريسبان.
في عام 1974، تم تعيين ديك ماركس اللاعب السابق كمدير وطني أول للتدريب، حيث بدأ فترة من التحسين المنتظم لمدرب الرغبي الأسترالي وتطوير اللاعبين في إطار مخطط التدريب الوطني. وسرعان ما تبع ذلك تحول في أداء المنتخب الوطني، مما أدى إلى نجاحات دولية بارزة خلال الثمانينات والتسعينات.
في عام 1975 هزمت أستراليا إنجلترا في سلسلتين اختباريتين على أرضها. ثم لعبت أستراليا مع اليابان لأول مرة؛ بفوزه عليهم 30 نقطة في أول مباراتين، ثم الفوز 50-25 في الثانية. ثم سافروا إلى نصف الكرة الشمالي لخوض مباريات ضد اسكتلندا وويلز حيث لم يتمكنوا من تسجيل أي محاولة في أي من خسارتهم. استمرت جولة بريطانيا وأيرلندا حتى عام 1976، وخسرت أستراليا أمام إنجلترا في تويكنهام، لكنها تمكنت من هزيمة أيرلندا في طريق لانسداون. في طريقهم إلى وطنهم، لعبت أستراليا مباراة أخرى - في لوس أنجلوس ضد الولايات المتحدة. فازت أستراليا 24-12. في يونيو من ذلك العام، استضافت أستراليا فيجي لثلاث سلاسل اختبار وفازت بالثلاثة. أنهت أستراليا العام بجولتها في أوروبا حيث لعب الفريق اختبارين ضد فرنسا في فرنسا، لكنه خسر كلاهما. لم تكن هناك اختبارات الأولاب لعبت في عام 1977.
قام ويلز بجولة في أستراليا عام 1978، وتغلبت عليهم أستراليا 18-8 في باليمور، ثم مرة أخرى بنقطتين في ملعب سيدني للكريكت. تبع ذلك سلسلة من ثلاث مباريات مع فريق أل بلاك. على الرغم من أن نيوزيلندا فازت في الأولين، إلا أن أستراليا هزمتهم في الاختبار الأخير في ملعب إدن بارك حيث سجل غريغ غورنيلسون أربع محاولات. في العام التالي، زارت أيرلندا أستراليا وهزمت أستراليا في اختبارين. بعد ذلك، استضافت أستراليا فريق أل بلاك في اختبار واحد في ملعب سيدني للكريكت وفازت أستراليا بـ 12-6. ثم غادرت أستراليا إلى الأرجنتين لإجراء اختبارين. بعد هبوطها 24-13 في الجولة الأولى، أنهت أستراليا العقد بفوزها على الأرجنتين 17-12 في بوينس آيرس.

### الثمانينات
في عام 1980 فازت أستراليا بكأس بليدسلوي للمرة الرابعة فقط بفوزها على نيوزيلندا 2-1 في ثلاث مباريات متتالية في أستراليا. كانت هذه بداية حقبة ناجحة لأستراليا. في عام 1984، قامت أستراليا بجولة في الدول المحلية مع فريق شاب ومدرب جديد آلان جونز. أصبح فريق أستراليا لاتحاد الرغبي عام 1984 أول فريق من أستراليا يحقق بطلاً في البطولات الأربع الكبرى بفوزه على جميع الدول الأربع الرئيسية: إنجلترا، وإيرلندا، وويلز، واسكتلندا، وفريق البرابرة القوي. أشارت الجولة إلى ظهور أستراليا كقوة جادة على المسرح العالمي. تم إنشاء العديد من السجلات في الجولة بما في ذلك؛ تم تسجيل 100 نقطة في الاختبارات الأربعة - وهي أكثر النقاط التي سجلها فريق متجول إلى المملكة المتحدة وأيرلندا، وهي أول محاولة دفع على الإطلاق تلقاها ويلز في كارديف، وسجل مارك إيلا محاولة في كل مباراة، وهو إنجاز لم يتحقق من قبل.

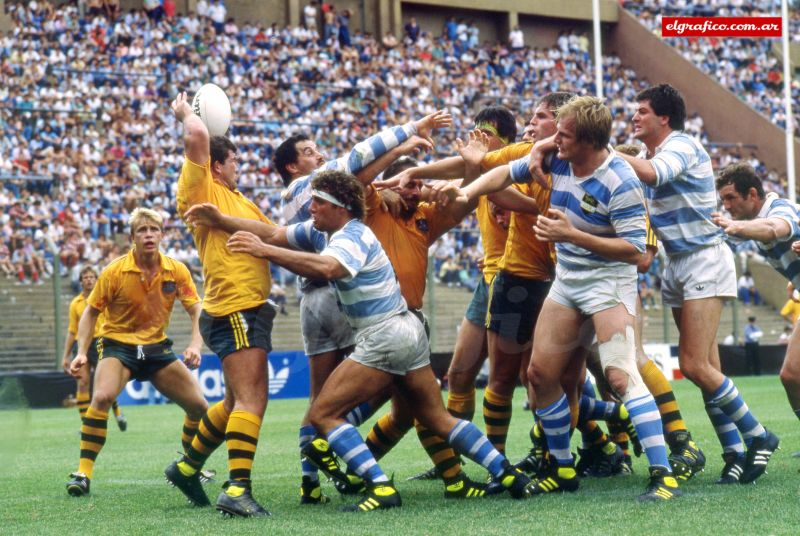
أستراليا تلعب مع في ملعب فيليز سارسفيلد، 7 نوفمبر 1987

في عام 1986، قامت أستراليا بجولة في نيوزيلندا في ثلاث مباريات متتالية لكأس بليدسلوي. كانت لعبة الرغبي النيوزيلندية في حالة اضطراب حيث قام فريق غير رسمي يدعى كافاليرز والذي كان يحتوي على الجزء الأكبر من لاعبي أل بلاك بجولة في جنوب إفريقيا. عند العودة، تم منع هؤلاء أل بلاك الذين قاموا بجولة مع كافاليرز من الاختيار لأول اختبار بليدسلوي. فازت أستراليا بالمباراة الأولى بفارق 13-12. تم رفع الحظر عن اللاعبين للاختبار الثاني الذي تم إجراؤه في 23 أغسطس 1986 في مدينة كيرسبروك. قامت نيوزيلندا بتربيع السلسلة 1–1 بالفوز في المباراة 13-12. واشتملت المباراة على جدل عندما رفض الحكم الويلزي ديريك بيفان محاولة ستيف توينمان المصنف ثمانية في أستراليا. أقيمت المباراة النهائية في 6 سبتمبر 1986 في إيدن بارك. فازت أستراليا على فريق نيوزيلندا الكامل القوة 22-9 لتضمن فوزها الأول على أرض نيوزيلندا.
ذهبت أستراليا إلى كأس العالم للرغبي في عام 1987 بثقة. ومع ذلك خسرت نصف النهائي ضدّ فرنسا في كونكورد البيضاوي بسيدني 30-26. ثم خسرت أستراليا في المباراة الفاصلة الثالثة والرابعة ضدّ ويلز. في حين أن أداء أستراليا على مدى السنوات الثلاث تحت قيادة المدرب آلان جونز كان على مستوى عالٍ، كان لجونز تأثير استقطابي على الفريق فقد كان العديد من لاعبي الفريق غير راضين عن أسلوبه في الإدارة. صرح اللاعب مارك إيلا الذي تقاعد بعد موسم 1984 أنه ربما لم يتقاعد لو لم يكن آلان جونز مدربًا. وتجدر الإشارة إلى أنه كانت هناك خلافات عميقة بين المدرب آلان جونز واللاعب الظهير المؤثر نيك فار جونز. قبل وأثناء كأس العالم 1987 زاد آلان جونز من أنشطته خارج تدريب أستراليا بما في ذلك البث الإذاعي. بعد نهائيات كأس العالم في عام 1987، أُقِيل المدرب آلان جونز من منصبه كمدرب، وعاد بوب دواير -الذي درب أستراليا في عامي 1982 و1983- إلى التدريب في عام 1988.
في عام 1989 قام فريق الأسود البريطانية بجولة في أستراليا لأول مرة منذ عام 1966. بعد فوزه في الاختبار الأول، خسر الفريق الأسترالي المباراتين الثانية والثالثة ليخسر السلسلة 2-1. حدد بوب دواير الافتقار إلى الهيمنة الأمامية كعامل رئيسي يساهم في الخسارة ودخل التسعينات بهدف تحسين هذا الجانب من لعبة الأولاب.
كان جون مولتون طبيب فريق أستراليا لاتحاد الرغبي أثناء الفوز كأس بليدسلوي 1986 في نيوزيلندا وكأس العالم للرغبي في 1987 وفوز كأس العالم للرغبي في 1991.

### التسعينات
أعاد الفريق تجميع صفوفه ثم ذهب إلى كأس العالم 1991 بموقف متجدد. في مباريات البلياردو فاز على الأرجنتين، وانتصر على ويلز 38-3، وفاز على ساموا 9-3 في مباراة غارقة في المطر. خلال مباراة ربع النهائي ضد أيرلندا، لم تكن أستراليا قادرة على الابتعاد عنهم. مع بقاء ثوانٍ حرفيًا على مدار الساعة، كانت أيرلندا تتقدم 18-15 قبل أن يسجل مايكل لينا ركلة ركنية ليحطم قلوب الإيرلنديين ويتأهل إلى الدور نصف النهائي ضد نيوزيلندا. في الشوط الأول، تقدمت أستراليا بفارق 13-3 ثم أظهرت أنها قادرة على الدفاع بينما قصف فريق أل بلاك خطها. واجهت إنجلترا في النهائي في ملعب تويكنهام. غيرت إنجلترا خطة لعبها التي يهيمن عليها عادة إلى الأمام وحاولت أن تلعب أكثر من لعبة ركض. كانت غير ناجحة وفازت أستراليا بنتيجة 12-6. اختير ديفيد كامبيزي أفضل لاعب في البطولة بعد أن سجل ست محاولات في سلسلة من العروض المتميزة. أقيمت مسيرات النصر في أستراليا فرحًا بالمنتخب الوطني.
كان العقد من أهم العقد في إنشاء اللعبة الحديثة. افتتح دفاع أستراليا عن مونديال جنوب إفريقيا عام 1995 بهزيمة أصحاب الأرض. لعب البلياردو تبعه خروج في ربع النهائي ضد إنجلترا بفضل هدف بعيد المدى من حذاء روب أندرو. كانت هذه أسوأ نتيجة تحققها أستراليا على الإطلاق في نهائيات كأس العالم، على قدم المساواة مع خروج أستراليا غير المتوقع من موسم 2007 في دور الثمانية، ضد إنجلترا أيضًا. تم إنشاء بطولات الرغبي وسوبر رغبي في ذلك العام، وبدأت في عام 1996. دفع هذا اللعبة إلى الاحتراف. استجابة لانتقال الرغبي إلى الاحتراف، تم تأسيس اتحاد لاعبي الرغبي في أكتوبر 1995 لحماية مصالح لاعبي الرغبي المحترفين في أستراليا.
كان جريج سميث مدربًا وطنيًا في عامي 1996 و1997 عندما فازت أستراليا باثنين فقط من اختبارات بطولة الرغبي الثمانية، وكلاهما على جنوب إفريقيا في أستراليا، وعانى من هزائم اختبار بهامش قياسي من قبل أل بلاك ومنتخب جنوب أفريقيا لاتحاد الرغبي. تم تعيين رود ماكوين خلفًا لسميث وفي عام 1998 فازت أستراليا في كلا الاختبارين على فريق أل بلاك للفوز بكأس بليدسلوي. احتفظوا بليديسلوي في عام 1999 عندما هزموا فريق أول بلاكس برقم قياسي 28-7 في سيدني.
فازت أستراليا بمجموعتها في كأس العالم 1999 وتلقت شباكها 31 نقطة فقط قبل مواجهة ويلز في ربع النهائي. فازت 24-9 قبل أن تفوز في نصف النهائي 27-21 ضد حاملة اللقب جنوب أفريقيا. وفازت في الدور نصف النهائي بعد هدف إسقاط لا يُنسى في الوقت الإضافي للاعب ستيفن لاركهام (سجل هدفه الأول في مباراة تجريبية). فازت أستراليا بالمباراة النهائية ضد فرنسا على ملعب ميلينيوم بسهولة بفارق 35-12. مع غالبية النقاط من الظهير ومهاجم الهدف مات بيرك.
في عام 1999، فاز خمسة لاعبين أستراليين بكأس العالم للرغبي للمرة الثانية: فيل كيرنز، جون إيلز، تيم هوران، جايسون ليتل ودان كرولي.

### عقد 2000

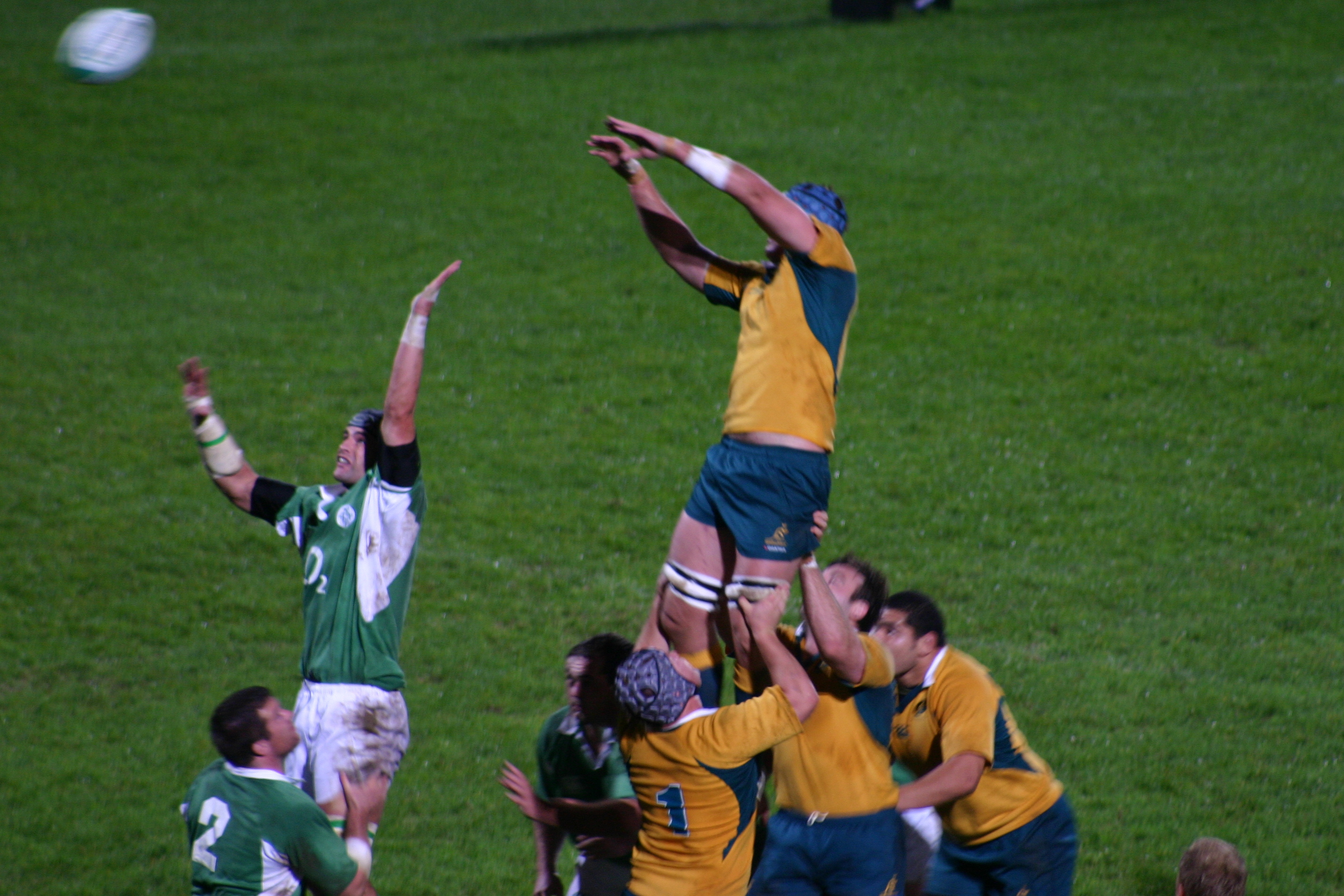
خط خارج أثناء ضد أستراليا في عام 2006.

في عام 2000، احتفظت أستراليا بكأس بليدسلوي، وفازت ببطولة الأمم الثلاثية للمرة الأولى. كرروا هذا في عام 2001 وحققوا أيضًا فوزهم الأول على الإطلاق على الأسود البريطاني والأيرلندي. تقاعد كل من رود ماكوين والقائد جون إيلز بعد ذلك بوقت قصير. تم استبدالهم بالمدرب إيدي جونز والقائد جورج غريغان. شهدت هذه الفترة أيضًا تعاقدات بأموال كبيرة للاعبي كرة القدم من الدرجة الأولى في دوري الرغبي مات روجرز، وويندل سيلور، ولوت توكيري وجميعهم ذهبوا لتمثيل أستراليا. كان هذا على النقيض من الكثير من القرن العشرين حيث تم إغراء العديد من لاعبي اتحاد الرغبي للدوري برواتب كبيرة.
بعد عدم الاحتفاظ بلقب الأمم الثلاثية في عام 2002 وخسارة كأس بليدسلوي في عام 2003 حققت أستراليا بداية قوية في حملتها في كأس العالم 2003 بفوزها 24-8 على الأرجنتين، وانتصارين كبيرين على ناميبيا ورومانيا. ثم هزمت بفارق ضئيل أيرلندا 17-16 واسكتلندا 33-16، في ربع النهائي. حققت أحد أعظم انتصاراتها على نيوزيلندا عندما أزعجتها في الدور نصف النهائي بالفوز 22-10، مما دفع جورج غريغان إلى السخرية من النيوزيلنديين بعبارة «أربع سنوات أخرى من الأولاد، أربع سنوات أخرى». لعبت مع إنجلترا في نهائي مثير وخسرت أخيرًا بعد أن سجل جوني ويلكينسون هدفًا في الوقت الإضافي.
للاحتفال بالذكرى السنوية العاشرة للاحتراف في اتحاد الرغبي في عام 2005، تم الإعلان عن عقود فريق الأولاب. اختِير جون إيلز قائدًا من قبل لجنة مكونة من 30 شخصًا. بعد الجولة الأوروبية لعام 2005، دعت وسائل الإعلام مثل الديلي تلغراف إلى إقالة كل من إدي جونز وجورج غريغان. كما دعا المدرب السابق آلان جونز إلى إقالته. نتج عن سجل ثماني خسائر من آخر تسعة اختبارات، إقالة جونز من قبل اتحاد الرغبي الأسترالي.
عُيِّن جون كونولي مدربًا لمنتخب أستراليا في أوائل عام 2006. فازت أستراليا في كلا الاختبارين ضد إنجلترا في عام 2006، بالإضافة إلى فوز لاحق على أيرلندا. خسرت أستراليا بفارق 20 نقطة في مباراتها الافتتاحية بين الأمم الثلاثية ضد نيوزيلندا. ثم فازت على جنوب أفريقيا في بريسبان بنتيجة 49-0. وفازت بواحدة من مبارياتها الأربع المتبقية في البطولة. بعد الهزيمة أمام إنجلترا في ربع نهائي كأس العالم للرغبي 2007، أعلن كونولي عن استقالته من منصبه كمدرب رئيسي.
تم تعيين روبي دينز مدربًا رئيسيًا في أوائل عام 2008 حيث بدأ الفريق استعداداتهم لسلسلة بطولة الرغبي لعام 2008. بعد تقاعد جورج غريغان وستيفن لاركهام بعد كأس العالم للرغبي 2007، كان على دينز اختيار فريق باستثناء بعض لاعبيها الأكثر خبرة. حقق الفريق نتائج متباينة في بطولة الأمم الثلاثية لعام 2008، حيث هزم نيوزيلندا في سيدني وتغلب على جنوب إفريقيا مرتين، في كل من بيرث وديربان. ومع ذلك، عانى آل الأولاب من أسوأ هزيمة في تاريخهم، حيث هبطوا 53-8 أمام جنوب أفريقيا في جوهانسبرج.
لم يكن عام 2009 عامًا جيدًا لعائلة منتخب أستراليا لاتحاد الرغبي. كانت بداية جيدة لهم حيث هزموا البرابرة 55-7 ثم هزموا إيطاليا في كلا الاختبارين وانتهوا من سلسلة اختبارات منتصف العام بفوزهم 22-6 على فرنسا. لقد انحدرت من هناك حيث أنهوا المركز الثالث في بطولة الرغبي بثلاث خسائر أمام أل بلاك (22-16 و19-18 و33-6) وخسارتان أمام بطل العالم منتخب جنوب أفريقيا لاتحاد الرغبي (29-17 و32-25). فوزهم الوحيد في بطولة الرغبي كان فوز 21-6 على جنوب أفريقيا. في خريف إنترناشونالز لعام 2009، خسروا أمام نيوزيلندا 32-19، وهزموا إنجلترا 18-9 في عودة جوني ويلكينسون بالقميص الإنجليزي. ثم تعادل الفريق مع أيرلندا 20-20 بعد أن حاول براين أودريسكول في اللحظة الأخيرة منح رونان أوغارا تحويلًا سهلًا نسبيًا لتحقيق المستوى. ثم خسروا أمام اسكتلندا للمرة الأولى منذ 27 عامًا. كانت النتيجة النهائية 9-8 على الرغم من النتيجة 3-3 في الشوط الأول. فاز الفريق بـ 7 مباريات فقط من أصل 14 مباراة في عام 2009، لكنه ظل يحتل المرتبة الثالثة في العالم.

### عقد 2010
شهد عام 2010 نتائج محسّنة في سلسلة بطولات الرغبي، مع فوز نادر جدًا خارج أرضها على جنوب إفريقيا بمنح أستراليا لوحة مانديلا والتأكد من احتفاظها بالمركز الثاني في كل من مسابقة الأمم الثلاثية 2010 وكذلك تصنيفات الرغبي العالمية. ومع ذلك فقد عانت من هزيمتها العاشرة على التوالي على يد نيوزيلندا، وهو رقم قياسي على الإطلاق. لكن في وقت لاحق من ذلك العام، فازت أستراليا أخيرًا على الفريق النيوزيلندي (أول بلاكس) في مباراة مثيرة أقيمت في هونغ كونغ. كان هذا أول فوز لها على نيوزيلندا منذ ما يقرب من ثلاث سنوات. ومع ذلك فقد تكبدت خسائر أمام إنجلترا ومونستر في جولتها الأوروبية في نهاية العام.
بدأ موسم 2011 في أستراليا بخسارة ساموا أمام ساموا في سيدني، (23-32) لكنها ستستمر في الفوز بسلسلة الأمم الثلاثية في ذلك العام؛ بطولة لم يفزوا بها منذ عشر سنوات منذ 2001. لكنهم فشلوا في الموسم التالي في محاولتهم للفوز بالنسخة الموسعة من المسابقة في عام 2012.
فازت أستراليا أيضًا بمباراتها الأولى ضد إيطاليا في كأس العالم للرغبي 2011، لكنها خسرت مباراتها الثانية في كأس العالم 2011، 6-15 ضد أيرلندا. أثرت الإصابات التي لحقت باللاعبين الأساسيين ديجبي إيوان وستيفن مور على النتائج، إلى جانب ضعف رمية الخط. في مباراتهم الثالثة في كأس العالم 2011C، ضد الولايات المتحدة، فاز الفريق في النهاية بنتيجة 67-5، وسجل كل من روب هورن وروكي السوم وكورتلي بيل ودرو ميتشل وبات مكابي وراديك سامو هدفين، بينما سجل أنتوني فاينجا هدفين. يحاول وسجل آدم أشلي كوبر ثلاثة. فاز الفريق بآخر مباراة لهم في البلياردو ضد روسيا بنتيجة 68-22. فاز الفريق على منتخب جنوب أفريقيا لاتحاد الرغبي 11-9 للتقدم إلى الدور نصف النهائي. لكن بعد أسبوع خرج الفريق من كأس العالم 2011 بعد هزيمته 6-20 من قبل أل بلاك في مباراة نصف النهائي الثانية. ثم واجهوا ويلز في نهائي الميدالية البرونزية، بفارق ضئيل 18-21.
بعد هزيمة منتخب أستراليا لاتحاد الرغبي أمام الأسود البريطاني والأيرلندي في جولتهم 2013، وبنسبة فوز بلغت 58.1%، سجل ضعيف 3-15 ضد أل بلاك، تعرض العمداء لضغوط متزايدة للاحتفاظ بمنصبه التدريبي. استقال العمداء في يوليو 2013، منهيا فترة عمله التي دامت ست سنوات كمدرب رئيسي الفريق. خلال فترة عمله، درب العمداء الفريق في 74 مناسبة وفاز بـ 43 مرة، وخسر 29 مرة وتعادل مرتين. لقد فاز ثلاث مرات فقط ضد منافسه الرئيسي، فريق أول بلاكس، بتعادل واحد في عام 2012. ومع ذلك، فقد غادر مع سجل جيد ضد منتخب جنوب أفريقيا لاتحاد الرغبي، مع 9 انتصارات من 14. تضمنت النقاط البارزة خلال فترة عمله كمدرب قيادة الفريق إلى بطولة الأمم الثلاثية في عام 2011 والوصول إلى المركز الثالث في كأس العالم للرغبي 2011.
في 9 يوليو 2013، تم تعيين مدرب كوينزلاند ريدز إوين ماكنزي رسميًا مدربًا الفريق ليحل محل روبي دينز. كانت أول مباراة لماكنزي في منصبه هي خسارة 47-29 أمام نيوزيلندا في المباراة الافتتاحية لبطولة الرغبي 2013. في هذه المباراة، أعطى خمسة لاعبين أول لقب لهم. الخسارة 27-16 بعد أسبوع، تعني أن كأس بليدسلوي ستبقى مع نيوزيلندا للعام الحادي عشر على التوالي. بالإضافة إلى ذلك، قاد ماكنزي الفريق إلى خسارة 38-12 أمام جنوب إفريقيا، وهو أكبر هامش فوز لجنوب إفريقيا على أستراليا في أستراليا. كان الفوز 14-13 على الأرجنتين هو أول فوز لماكنزي كمدرب دولي، لكن الشوط الثاني الخالي من الأهداف كانت المرة الأولى التي تفشل فيها أستراليا في تسجيل نقاط في الشوط الثاني منذ الاختبار على أرضها ضد نيوزيلندا في 2005. استمر أداء أستراليا الضعيف في البطولة ضد جنوب إفريقيا، حيث خسرت أستراليا 28-8 في كيب تاون. ومع ذلك، شهدت المباراة النهائية لأستراليا في البطولة فوز الفريق بأول نقطة مكافئة في البطولة وشاهدهم يسجلون أكبر عدد من النقاط في بطولة الرغبي / تري أمم. خلال البطولة، قام ماكنزي بالعديد من الحركات الجريئة كمدرب. لقد أسقط النجم ويل جينيا من أجل نيك وايت، الذي خاض ثلاث مباريات فقط في ذلك الوقت، وعين بن مووين كقائد في عامه الأول كلاعب اختبار.
خلال بليدسلوي 3، فازت نيوزيلندا 41-33 لتفوز بسلسلة بليدسلوي 3-0. خلال جولة نهاية العام 2013، قاد ماكنزي الفريق إلى أربعة انتصارات متتالية (50-20 فوزًا على إيطاليا، 32-15 فوزًا على أيرلندا، 21-15 فوزًا على اسكتلندا و30-26 فوزًا على ويلز) والتي كانت الأولى الوقت الذي فعلت فيه أستراليا هذا منذ عام 2008. لكن أستراليا خسرت 20-13 أمام إنجلترا في المباراة الافتتاحية للجولة. ومع ذلك، خلال الجولة، احتفظت أستراليا بكأس لانسداون، واستعادت كأس هوبتاون وحصلت على كأس جيمس بيفان للمرة السادسة على التوالي.
في عام 2014 زادت انتصارات الفريق الأربعة المتتالية إلى سبعة انتصارات للمرة الأولى منذ عام 2000. فازوا في سلسلة اختبارات 3-0 على فرنسا خلال نافذة يونيو الدولية، والتي تضمنت فوزًا 50-23 في بريسبان، و6-0 في ملبورن وفوز 39-13 في سيدني. يعني فوز السلسلة أن أستراليا استعادت كأس الذكرى المئوية الثانية (Trophée des Bicentenaires) لأول مرة منذ عام 2010، بعد أن خسرتها في عام 2012.
امتدت سلسلة منتخب أستراليا لاتحاد الرغبي الخالية من الهزائم إلى ثماني مباريات بالتعادل 12-12 مع نيوزيلندا، مما أثار التفاؤل بأن أستراليا يمكن أن تستعيد كأس بليدسلوي أخيرًا لأول مرة منذ 2002، بالإضافة إلى إنهاء 28 عامًا بدون انتصارات في ملعب إدن بارك. ومع ذلك، عادت أستراليا إلى الأرض، وعانت من هزيمة 51-20 خلال اختبار بليدسلوي الثاني، الذي أقيم في الملعب، مما أدى إلى تمديد فترة جفاف كأس بليدسلوي الأسترالية إلى عام 12. تمكنت أستراليا من التعافي من تلك الهزيمة، حيث شهدت 24–23 فوزًا صعبًا و32-25 فوزًا على جنوب إفريقيا والأرجنتين، مع فوز الأخير بضمان احتفاظ أستراليا بكأس بوما.
ومع ذلك، لم تتمكن أستراليا من استعادة لوحة تحدي مانديلا، حيث تعرضت لخسارة 28-11 أمام جنوب إفريقيا، بعد أن تلقت شباكها ثلاث محاولات وإسقاط هدف في آخر 11 دقيقة من المباراة. بعد أسبوع، عانت أستراليا من خسارة 21-17 أمام الأرجنتين، وهي أول خسارة لها أمام الأرجنتين منذ 17 عامًا. هذه الخسارة تعني أن أستراليا أصبحت أول دولة تخسر أمام الأرجنتين في بطولة الرغبي منذ دخول الأرجنتين في عام 2012. للسنة الثانية على التوالي، احتلت أستراليا المركز الثالث في بطولة الرغبي.
في 18 أكتوبر 2014، استقال ماكنزي من منصبه كمدرب لأستراليا. غادر الفريق مع 11 فوزًا في 22 اختبارًا تم تدريبه، بنسبة فوز بلغت 50% فقط. غادر ماكنزي بسجل انتصارات جيد ضد المعارضة الأوروبية، حيث فاز بسبعة من الاختبارات الثمانية التي أجريت، وكانت الخسارة الوحيدة أمام إنجلترا في نوفمبر 2013. كما غادر مع سجل فوز جيد ضد الأرجنتين، مع سجل فوز / خسارة 3-1. ومع ذلك، فقد غادر مع سجل ضعيف ضد خصوم بطولة الرغبي، وفشل في الفوز بمباراة ضد نيوزيلندا وترك مع سجل فوز / خسارة 1-3 ضد جنوب أفريقيا.
في 22 أكتوبر 2014، تم تعيين مايكل شيخا المدير الفني لنيو ساوث ويلز واراتاس مدربًا جديدًا لأستراليا، ليصبح ثالث مدرب أستراليا في غضون عامين. في أول مباراة له كمدرب لأستراليا، هزمت أستراليا فريق النادي البربري 40-36 على ملعب تويكنهام.
في جولة نهاية العام 2014، هزمت أستراليا ويلز في ملعب ميلينيوم في كارديف 33-28، مما أدى إلى فوز الفريق العاشر على التوالي على المضيفين في أول اختبار لمايكل شيخا كمدرب. على الرغم من ذلك، تم تفوق الفريق بأربع محاولات مقابل ثلاث محاولات، حيث سجل برنارد فولي هدف إسقاط متأخر وثلاث ضربات جزاء في الشوط الثاني. خسر الفريق المباريات التجريبية الثلاث الأخرى في الجولة ضد فرنسا وأيرلندا وإنجلترا مما جعلهم يحتلون المركز السادس في التصنيف العالمي.
في عام 2015 كان الوقت قد جان لكأس العالم للرغبي. كانت أستراليا في «بركة الموت» إلى جانب ويلز وفيجي وإنجلترا وأوروغواي. كانت مباراة منتخب أستراليا لاتحاد الرغبي الأولى ضد فيجي إذ فازت أستراليا 28-13. ثم ذبحت أستراليا الأوروغواي 65-3. في الجولة الثالثة، هزمت أستراليا إنجلترا في تويكنهام 33-13 مما أدى إلى إقصاء الدولة المضيفة من نهائيات كأس العالم. لحسن الحظ انتصرت أستراليا في مباراة البلياردو الأخيرة (كأس العالم للرغبي) على ويلز 15-6. في ربع النهائي حقق الفريق «فوزًا مثيرًا للجدل» على اسكتلندا بنسبة 35-34. ثم هزموا الأرجنتين في الدور نصف النهائي مما قادهم إلى النهائي الكبير ضد نيوزيلندا ولكن خسروا 34-17.
كان عام 2016 سيئًا بالنسبة الفريق، حيث كان بداية اتجاه هبوطي حاد في نتائجهم. في حزيران (يونيو)، استضاف الأستراليون سلسلة من ثلاثة اختبارات ضد منتخب إنجلترا الفائز في بطولة الأمم الست، وكان يدربه المشرف السابق على الفريق إيدي جونز. فازت إنجلترا بجميع المباريات الثلاث، 39-28، 23-7 و44-40 على التوالي. على الرغم من أنهم انتهوا أخيرًا في المركز الثاني، بفوزهم مرتين على الأرجنتين وواحد على جنوب إفريقيا، فقد خسروا المباراتين ضد نيوزيلندا في بطولة الرغبي بالإضافة إلى اختبار بليدسلوي الثالث في ذلك العام، واستمروا في مسيرة بائسة ضد منافسيهم عبر تاسمان. في نهاية العام الدولي، تمكنت أستراليا من الانتصار على ويلز (32-8) واسكتلندا (23-22) وفرنسا (25-23)، لكنها خسرت أمام أيرلندا 27-24 قبل أن تخسر المباراة الرابعة أمام إنجلترا بنتيجة 37-21.
شهد العام التالي تحسنًا طفيفًا. في يونيو 2017 ضمنت أستراليا انتصارات ضد فيجي (37-14) وإيطاليا (40-27)، لكنها خسرت أمام فريق اسكتلندي فقد عددًا من اللاعبين المناوبين مع الأسود البريطانية والأيرلندية. استمر مستواهم في بطولة الرغبي 2017 وعلى الرغم من احتلالهم المركز الثاني مرة أخرى، فازوا فقط في مباراتين ضد الأرجنتين، وخسروا المباراتين ضد نيوزيلندا وعانوا في تعادلين ضد جنوب أفريقيا. على الرغم من أنهم حققوا فوزًا مفاجئًا 23-18 في اختبار بليدسلوي الثالث في ذلك العام إلا أنهم حققوا انتصارات فقط في موسم اختبارات الخريف على اليابان (63-30) وويلز (29-21) قبل أن يتعرضوا للهزيمة الخامسة على التوالي أمام إنجلترا 30-6 وخسارة ساحقة، قياسية أمام اسكتلندا بنسبة 53-24.
كان عام 2018 من أسوأ الأعوام على الإطلاق بالنسبة للرغبي الأسترالي. في سلسلة يونيو ضد أيرلندا، فازت أستراليا في الاختبار الأول 18-9، لكنها خسرت المباريات المتبقية 21-26 و20-16 على الرغم من تفوقها على أصحاب بطولة الأمم الستة الكبرى بخمس محاولات مقابل ثلاث. كانت خسارة المسلسل المحلي أمام أيرلندا هي الأولى لأستراليا منذ عام 1979. في بطولة الرغبي في ذلك العام، خسرت أستراليا مرة أخرى كلتا المباراتين ضد غريمها اللدود نيوزيلندا. على الرغم من أنهم حققوا فوزًا صعبًا في 23-18 على جنوب إفريقيا في الجولة الثانية، إلا أنهم خسروا بعد ذلك أمام الأرجنتين على أرضهم لأول مرة منذ عام 1983، وكذلك مباراة الإياب أمام جنوب إفريقيا 23-12. كان فوزهم الثالث هذا العام ضد الأرجنتين حيث، على الرغم من خسارتهم في النصف الأول 31-7، حقق الفريق عودة مذهلة في الشوط الثاني ليفوزوا بالمباراة 45-34. في اختبار بليدسلوي النهائي، الذي تم إجراؤه على ملعب يوكوهاما في اليابان، هزم الفريق مرة أخرى من قبل نيوزيلندا 37-20. في ذلك الخريف، عانت أستراليا من الهزيمة الأولى أمام ويلز في 10 سنوات بنسبة 9-6. نتيجة المباراة الويلزية، وكذلك النتيجة، عكست تمامًا نتائج اللقاء الأول بين الجانبين قبل 110 سنوات. هزموا إيطاليا 26-7 في الأسبوع التالي، قبل أن يهزموا سادس هزيمة على التوالي أمام إنجلترا بنسبة 37-18 في الأسبوع التالي. أنهى الفريق عام 2018 بعد أن فازوا بأربع مباريات فقط من ثلاثة عشر اختبارًا لعبوا، مما جعل تلك السنة أسوأ سلسلة من النتائج في عصر الاحتراف، وأسوأ عام تقويمي لهم منذ عام 1958.
في عام 2019، فاجأت أستراليا نيوزيلندا بفوزها الساحق بنتيجة 47-26 في بيرث، وهو ما يعادل أكبر هامش للهزيمة لفريق أول بلاكس في مباراة اختبارية، وتعادل مع فوز أستراليا 28-7 في عام 1999. عكست نيوزيلندا النتيجة في مباراة الإياب في أوكلاند، مع فوز شامل 36-0 للاحتفاظ بكأس بليدسلوي. في كأس العالم للرغبي 2019، فازت أستراليا بثلاث من مبارياتها الأربع في البلياردو، لكن الخسارة المتقاربة أمام ويلز أدت إلى مباراة ربع النهائي مع إنجلترا. بعد هزيمة أخرى أمام الإنجليز، بنسبة 40-16، أنهت الحملة الأسترالية وفي اليوم التالي أعلن مايكل شيخا أنه سيستقيل كمدرب رئيسي بحلول نهاية العام. كان عقده سينتهي بعد كأس العالم. أنهى الفريق العقد الذي احتل المركز السادس في التصنيف العالمي، بانخفاض 3 مراتب عن بداية العقد الأول من القرن الحادي والعشرين.

### عقد 2020
شهد عام 2020 نتائج متباينة. تم استبدال مايكل شيخا بالمدرب ديف ريني كمدرب رئيسي وبسبب وباء كورونا، تم تعليق موسم سوبر رغبي 2020 بعد شهر واحد فقط من اللعب. أجبر هذا على إلغاء العديد من المباريات ضد فرق نصف الكرة الشمالي، مما أدى إلى قصر أستراليا على لعب نيوزيلندا والأرجنتين في فريق ثلاثي الأمم. في المباراة الأولى من كأس بليدسلوي في ويلينجتون، تعادلت أستراليا مع نيوزيلندا 16-16، وهي أقرب مباراة لها في نيوزيلندا لمدة 20 عامًا. امتدح النقاد ريني لاستبداله اللاعبين المغادرين مثل ويل جينيا وكورتلي بيل. ومع ذلك فقد انتقدوا ريس هودج الظهير المساعد لإضاعة هدف من ركلة جزاء من مسافة 50 مترًا للفوز بالمباراة. في المباراة الثانية، لعبت نيوزيلندا مباراة أكثر صعوبة، حيث كان على أستراليا محاولة كسر الجفاف الذي دام 35 عامًا في إيدن بارك. لقد تفوقوا 27-7 على الرغم من تأخرهم 3 نقاط في الشوط الأول. مباراة الإياب الثالثة التي أقيمت في سيدني كانت مباراة مرعبة، حيث انخفض الفريق 43-5 أمام الكيوي، خسارة قياسية وأكبر فوز في تاريخ كأس بليدسلوي. ولعبت أستراليا بعد ذلك مع نيوزيلندا في ملعب صن كورب في بريزبين، حيث حققوا أخيرًا فوزًا 24-22، بفضل الجناح المبتدئ توم رايت الذي سجل في الدقائق العشر الأولى. بعد ذلك لعبوا مع الأرجنتين، حيث تعادلوا 15 مرة وأهدر هودج مرة أخرى ركلة جزاء ليختتم المباراة. لقد لعبوا مع لوس بوماس مرة أخرى، وكانت النتيجة هي نفس نتيجة ويلينجتون، التي تعادل فيها 16 مباراة. أنهى الفريق عام 2020 من خلال الصعود إلى المركز السادس في التصنيف العالمي خلف أيرلندا.
جلب عام 2021 الارتفاعات والانخفاضات. شهدت سلسلة بطولة يوليو الدولية فرنسا وهي تقوم بجولة في أستراليا، ومع دخول سيدني في حالة إغلاق بسبب وباء كورونا، تمت إعادة جدولة أول اختبار 2021 ليتم لعبه في ملعب لانغ بارك. افتتح الفريق بفوز 23-21، قفزًا على كل من فرنسا وويلز إلى المركز الخامس في التصنيف العالمي، ورد المنتخب الفرنسي بفوز 28-26 في الملعب المستطيل في ملبورن، وهو أول فوز له في أستراليا منذ عام 1990.. عاد اللعب إلى ملعب صن كورب للفصل مع مجموع الدرجات في أول مباراتين 49-49. مع بقاء 5 دقائق على النهاية وتعادل الدرجات عند 30-30، كانت السلسلة على حافة الهاوية، ولكن تم إحراز النقاط النهائية بضربة جزاء بواسطة نوح لوليسو، مما أدى إلى فوز 33-30 وفاز سلسلة منتخب أستراليا لاتحاد الرغبي. جلب التحدي الهائل للمباريات المتتالية في ملعب إدن بارك لكأس بليدسلوي خسارتين، 25-33 في المباراة الأولى، وهزيمة ثقيلة 22-57 في مباراة بطولة الرغبي الافتتاحية. مع حصول نيوزيلندا بالفعل على الكأس للعام التاسع عشر على التوالي، ظل فريق أل بلاك غير مهزوم في سلسلة بليدسلوي 2021 حيث انخفض الفريق مرة أخرى 21-38 في بيرث. ومع ذلك، بدأت الأمور في التحسن بالنسبة الفريق لبقية بطولة الرغبي. حقق كواد كوبر عودة متوقعة جدًا إلى الفريق ضد جنوب إفريقيا في نصف الذبابة وأنتج أداءً ممتازًا، مما أدى إلى فوز الفريق بنتيجة 28-26 بعد ركله 8 من 8 من نقطة الإنطلاق. وأتبعت أستراليا ذلك بفوز أكثر إقناعًا 30-17 على منتخب جنوب أفريقيا لاتحاد الرغبي، مما جعلهم يحتلون المركز الثالث في التصنيف العالمي بعد بطل العالم جنوب إفريقيا ونيوزيلندا. انتصارات متتالية ضد الأرجنتين وضعت الفريق في المركز الثاني على الطاولة النهائية خلف أل بلاك، مع 4 انتصارات متتالية في بطولة الرغبي للمرة الأولى على الإطلاق. خلال جولة الربيع، استدعى الفريق تولو لاتو وويل سكيلتون وروري أرنولد للمساعدة في تعزيز الخطوط الأمامية. إضافة مفاجئة كانت كورتلي بيل، الذي تم استدعاؤه بعد إصابة ريس هودج. على الرغم من فوز الفريق على اليابان، فقد خسروا جميع مبارياتهم في بريطانيا، مع خسارة متقاربة أمام اسكتلندا وويلز، وهزيمة شاملة أمام إنجلترا. كانت هذه هي المرة الأولى منذ 45 عامًا التي يخسر فيها الفريق جميع الألعاب في جولة أوروبية. أنهت أستراليا الجولة بانخفاضها إلى المركز السادس في التصنيف العالمي، من أعلى مستوى في منتصف العام للثالث في العالم.

## زي الفريق
يلعب الفريق بألوان أستراليا الرياضية التقليدية من الأخضر والذهبي. قبل أن يكون هناك قميص وطني في مكانه، كان الفريق يلعب في قميص الولاية التي أقيمت فيها المباراة. غالبًا ما يحل شعار النبالة الأسترالي محل شعار الولاية الموجود على القميص، وقد تم استخدام مجموعة متنوعة من هذه الألوان في عدد من المباريات في أوائل القرن العشرين.
خلال سنواتهم الأولى، تغيرت ألوان منتخب أستراليا لاتحاد الرغبي اعتمادًا على المكان الذي لعبوا فيه. بين عامي 1899 و1904، ارتدى الفريق شرائط زرقاء سماوية في سيدني وكستنائي خلال مبارياتهم في بريزبين. خلال الفترة 1905–07، ارتدوا القميص المخطط باللون الكستنائي والأزرق الفاتح، ثم عادوا إلى السماء الزرقاء (1908-1928). في عام 1928، اتفقت الهيئات الحاكمة على أنه «ينبغي اعتماد الألوان الممثلة للهواة الأستراليين باللونين الأخضر والذهبي». في العام التالي، جاء فريق أل بلاك إلى أستراليا، وكان القميص الذي تم ارتداؤه باللون الأخضر الزمردي مع شعار النبالة الأسترالي؛ مع الجوارب الخضراء مع القضبان في الأعلى. ظل القميص كما هو بشكل أساسي، مع بعض الاختلافات، طوال الثلاثينات. في جولة عام 1961 بجنوب إفريقيا، ارتدت أستراليا القميص الذهبي والأخضر لأول مرة لتجنب الخلط بين ألوان منتخب جنوب أفريقيا لاتحاد الرغبي.

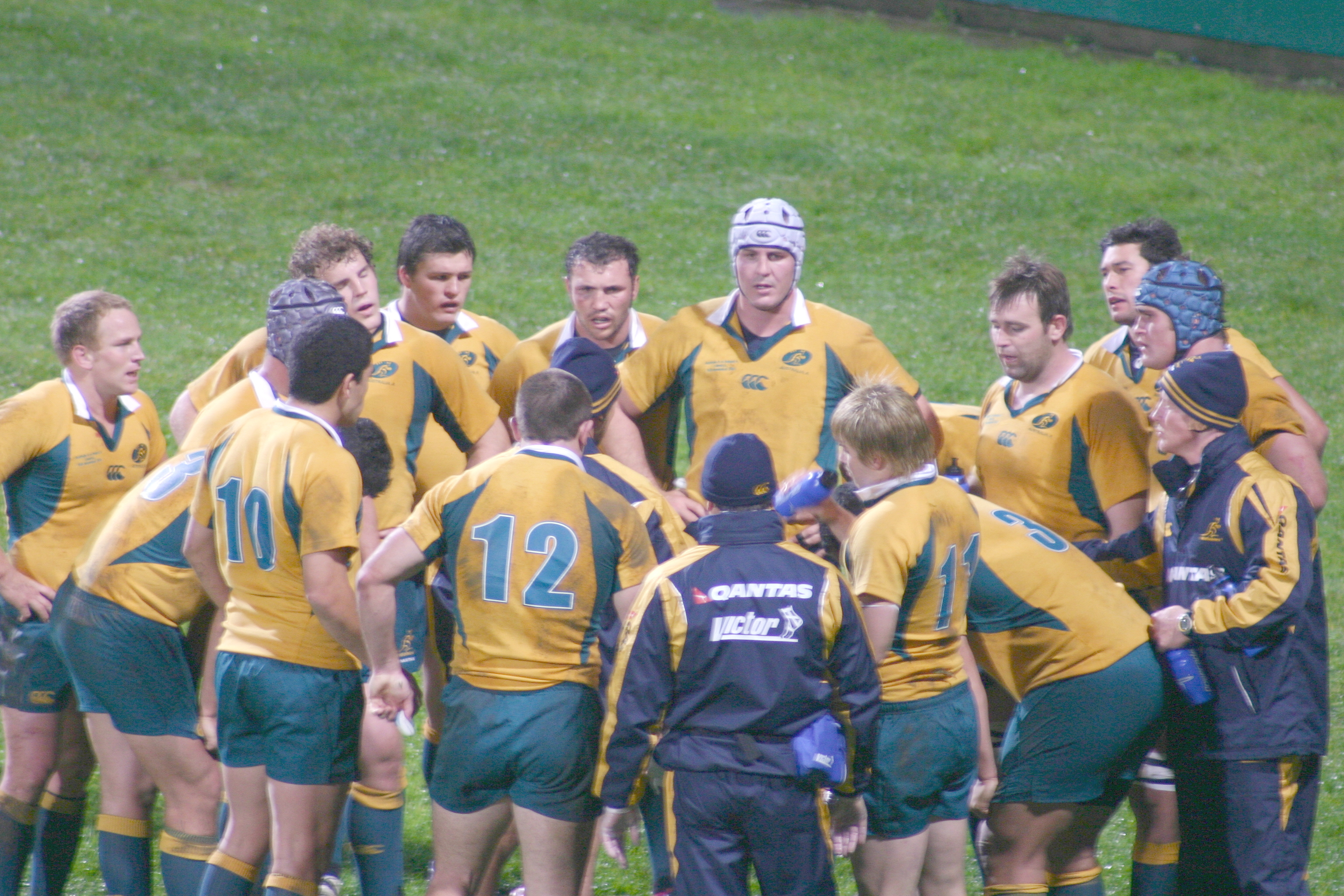
تم استخدام شريط فريق اتحاد الرغبي الوطني الأسترالي في العقد الأول من القرن الحادي والعشرين

عادة ما يكون القميص الخارجي أخضر أو أبيض، على الرغم من أنه في كأس العالم للرغبي عام 1995، ارتدى الفريق في المباراة ضد رومانيا قميصًا أخضر وذهبيًا، مع سروال قصير وجوارب خضراء.
كان تصميم كانتربري للقميص الأسترالي لكأس العالم 2007 مثيراً للجدل، حيث ظهرت لوحة منحنية بلون أسمر على الصدر تشبه شكل حمالة الصدر. أدى ذلك إلى قيام كبير مراسلي الرغبي في صحيفة سيدني مورنينغ هيرالد بتضمين قطعة ساخرة في عموده تقارنه بحمالة صدر الرجل سيئة السمعة.
في عام 2010، أصبحت كووغا (KooGa) راعي الملابس. تم استخدام أول قميص كووغا للفريق من عام 2010 حتى نهاية موسم 2012، ومع ذلك، تم صنع مجموعة مختلفة من السراويل القصيرة والجوارب لموسم 2012. تم الكشف عن مجموعة جديدة من تصميم كووغا في عام 2013 لسلسلة مواجهات مع البريطانيين والأيرلنديين. أصبحت بي إل كي سبورت (BLK Sport)، التي كانت سابقًا التقسيم الفرعي الأسترالي لكووغا، راعي الملابس بعد تلك الجولة، مع استبدال شعار (BLK) بشعار (KooGa) على المجموعة في جولة الربيع 2013.
في أكتوبر 2013، أعلن اتحاد الرغبي الأسترالي أن آسيكس (Asics) ستكون الراعي للملابس ابتداءً من 2014. في اختبار كأس بليدسلوي الثالث لعام 2017، ولأول مرة، لعب الفريق بقميص أصلي. أصبحت كادبوري الراعي الرئيسي الفريق في عام 2021، لتحل محل كانتاس كجهة راعية للقميص.

## الاسم المستعار
الاسم المستعار الأولاب (بالإنجليزية: Wallabies)‏ يشير إلى الولب - حيوان ينتشر على نطاق واسع في جميع أنحاء أستراليا. يعود الاسم إلى أصوله خلال الجولة الأولى للمملكة المتحدة وأمريكا الشمالية التي قام بها الفريق الأسترالي في عام 1908. أكملت نيوزيلندا جولة وأطلقت الصحافة الإنجليزية على فريقهم لقب «أل بلاك». تم اقتراح أن أستراليا يجب أن يكون لها لقب أيضًا، وكان الأرانب أحد الأسماء التي اقترحتها الصحف الإنجليزية. رفض الأستراليون ذلك، ولم يرغبوا في أن يمثل المنتخب الوطني بآفة مستوردة. لقد اختاروا لعبة الأولاب الأصلية بدلاً من ذلك. في البداية كانت الجولات السياحية فقط هي من أطلق عليها اسم الأولاب. عندما لعبت أستراليا محليًا، تمت الإشارة إليهم على أنهم لاعبون دوليون.

## سجل
| تصنيف الرغبي العالمي للرجال                                 | تصنيف الرغبي العالمي للرجال | تصنيف الرغبي العالمي للرجال | تصنيف الرغبي العالمي للرجال |
| ----------------------------------------------------------- | --------------------------- | --------------------------- | --------------------------- |
| أعلى 30 تصنيفًا اعتبارًا من 12 أغسطس 2019                     |                             |                             |                             |
| التصنيف                                                     | التغير*                     | الفريق                      | النقاط                      |
| 1                                                           |                             | نيوزيلندا                   | 089.04                      |
| 2                                                           |                             | ويلز                        | 088.89                      |
| 3                                                           |                             | جمهورية أيرلندا             | 088.69                      |
| 4                                                           | ▲1                          | إنجلترا                     | 087.34                      |
| 5                                                           | ▼1                          | جنوب إفريقيا                | 086.83                      |
| 6                                                           |                             | أستراليا                    | 084.41                      |
| 7                                                           |                             | إسكتلندا                    | 080.17                      |
| 8                                                           |                             | فرنسا                       | 079.42                      |
| 9                                                           | ▲2                          | اليابان                     | 077.21                      |
| 10                                                          | ▼1                          | فيجي                        | 076.98                      |
| 11                                                          | ▼1                          | الأرجنتين                   | 076.29                      |
| 12                                                          |                             | جورجيا                      | 074.42                      |
| 13                                                          | ▲ 1                         | إيطاليا                     | 072.04                      |
| 14                                                          | ▼ 1                         | الولايات المتحدة            | 071.93                      |
| 15                                                          |                             | تونغا                       | 071.49                      |
| 16                                                          |                             | ساموا                       | 069.08                      |
| 17                                                          |                             | إسبانيا                     | 068.15                      |
| 18                                                          |                             | رومانيا                     | 066.69                      |
| 19                                                          |                             | الأوروغواي                  | 065.18                      |
| 20                                                          |                             | روسيا                       | 064.81                      |
| 21                                                          |                             | كندا                        | 061.36                      |
| 22                                                          |                             | البرتغال                    | 061.33                      |
| 23                                                          |                             | ناميبيا                     | 061.01                      |
| 24                                                          |                             | هونغ كونغ                   | 059.64                      |
| 25                                                          |                             | هولندا                      | 058.46                      |
| 26                                                          |                             | البرازيل                    | 057.84                      |
| 27                                                          |                             | بلجيكا                      | 057.35                      |
| 28                                                          |                             | ألمانيا                     | 054.96                      |
| 29                                                          |                             | تشيلي                       | 054.56                      |
| 30                                                          |                             | سويسرا                      | 053.19                      |
| *التغيير من الأسبوع السابق                                  |                             |                             |                             |
| التصنيف التاريخي Australia                                  |                             |                             |                             |
|                                                             |                             |                             |                             |
| مصدر: عالم الرجبي - تم تحديث الرسم البياني حتى 7 يناير 2019 |                             |                             |                             |

عندما تم تقديم التصنيف العالمي في عام 2003، احتلت أستراليا المرتبة الرابعة. منذ ذلك الحين، احتلت أستراليا المرتبة الثانية، وأدناها المرتبة السابعة.

### كأس العالم للرغبي
ظهرت أستراليا في كل نهائيات كأس العالم للرغبي منذ البطولة الأولى في عام 1987. كانت أستراليا أول دولة تفوز بكأس العالم مرتين، حيث انتصرت في عامي 1991 و1999. لقد تقدموا إلى نهائيات كأس العالم لاتحاد الرغبي أربع مرات، وهو رقم قياسي مشترك مع نيوزيلندا وإنجلترا.
في عام 1987، شاركت أستراليا في استضافة بطولة كأس العالم للرغبي مع نيوزيلندا. كانت في المجموعة «أ» مع إنجلترا والولايات المتحدة واليابان. في أول مباراة لها في كأس العالم، هزمت أستراليا إنجلترا 19-6 في كونكورد أوفال في سيدني، ثم هزمت خصومها الآخرين في البلياردو لتكون في صدارة مجموعتها. وتأهلت إلى ربع النهائي حيث هزمت أيرلندا 33-15. خرجت بعد خسارتها من فرنسا في نصف النهائي، ثم خسرت مباراة المركز الثالث أمام ويلز.
بتدريب بوب دواير لكأس العالم 1991 في أوروبا، أنهت أستراليا مرة أخرى في مركز الصدارة في مجموعتها، حيث هزمت ساموا الغربية وويلز والأرجنتين خلال مراحل المجموعات. التقت مع أيرلندا في ربع النهائي، وتغلبت عليها بفارق نقطة واحدة للوصول إلى الدور نصف النهائي، حيث هزمت فريق أول بلاكس 16-6 لتتأهل إلى أول نهائي لها في كأس العالم. فازت أستراليا على إنجلترا 12-6 في تويكنهام في نهائي كأس العالم للرغبي عام 1991 لتصبح بطلة العالم.
تأهلت أستراليا مرة أخرى تلقائيًا لكأس العالم 1995 في جنوب إفريقيا واحتلت المركز الثاني في مجموعتها وخسرت مباراة واحدة أمام الدولة المضيفة جنوب إفريقيا. ثم خرجت من دور الثمانية على يد إنجلترا. في الفيلم الروائي (الذي لا يُقهر) الذي صدر عام 2009 مستندًا على قصة بطولة 1995 يمكن رؤية أستراليا وهي تلعب ضد جنوب إفريقيا في أحد المشاهد.
كان رود ماكوين المدرب الأول لأستراليا لكأس العالم 1999 في ويلز. تغلب الفريق على أيرلندا ورومانيا والولايات المتحدة خلال مراحل المجموعات، وبعد هزيمة مضيفه ويلز في ربع النهائي قلبوا الطاولة على حاملة اللقب جنوب أفريقيا، بفوزهم 27-21 ليبلغوا المباراة النهائية. هناك هزموا فرنسا 35-12، في نهائي كأس العالم للرغبي 1999 وأصبحت أستراليا أول دولة تفوز بكأس العالم مرتين.
كانت أستراليا الدولة المضيفة الوحيدة لبطولة الرغبي في عام 2003 ولم تهزم في المجموعة «أ»، بفوزها على أيرلندا والأرجنتين ورومانيا وناميبيا. فازت أستراليا على اسكتلندا في ربع النهائي، ثم فاز فريق نيوزيلندا (أول بلاكس) في ما كان يُعتبر مفاجأة في نصف النهائي ليبلغ النهائي. فازت إنجلترا بالمباراة النهائية في سيدني خلال الوقت الإضافي بهدف إسقاط جوني ويلكينسون.
لم تكن بطولة كأس العالم 2007 في فرنسا بطولة ناجحة للفريق الأسترالي. بينما أنهوا على صدارة مجموعتهم في مراحل البلياردو (كأس العالم)، خرجت أستراليا بعد خسارتها مع إنجلترا 12-10 في ربع النهائي، مرة أخرى إلى حد كبير بسبب براعة جوني ويلكنسون في تسجيل الأهداف. اعتُبرت هذه الخسارة على نطاق واسع بمثابة مفاجأة، نظرًا لأن إنجلترا قد احتلت المركز الثاني فقط في مجموعتها واحتلت المرتبة السابعة. ومع ذلك، استمرت إنجلترا في إزعاج فرنسا المضيفة في مباراة نصف النهائي، وتقدمت إلى المباراة النهائية ولكن خسرت أمام جنوب إفريقيا.

### بطولة الرغبي
البطولة السنوية الرئيسية لأستراليا هي بطولة الرغبي (المعروفة سابقًا باسم Tri-Nations من 1996 إلى 2011)، وتتنافس مع نيوزيلندا وجنوب إفريقيا والأرجنتين التي انضمت في عام 2012. فازت أستراليا بالبطولة أربع مرات؛ في أعوام 2000 و2001 و2011 و2015. ضمن بطولة الرغبي، تتنافس أستراليا أيضًا على كأس بليدسلوي مع نيوزيلندا، وكأس مانديلا تشالينج بليت مع جنوب إفريقيا، وكأس بوما تروفي مع الأرجنتين.

### شاملة
تتنافس أستراليا في عدد من الألقاب الأخرى ضد فرق المستوى الأول من نصف الكرة الشمالي. تم التنافس على كأس الذكرى المئوية الثانية (Trophée des Bicentenaires) مع فرنسا منذ عام 1989؛ كأس كوك مع إنجلترا منذ عام 1997؛ كأس هوبتون مع اسكتلندا منذ عام 1998؛ كأس لانسداون مع أيرلندا منذ 1999؛ وكأس جيمس بيفان مع ويلز منذ 2007.
فيما يلي ملخص للمباريات الاختبارية التي لعبتها أستراليا حتى 21 نوفمبر 2021:

## اللاعبون

### سياسة الاختيار
حتى عام 2015، ليتم اختيارهم لمنتخب أستراليا لاتحاد الرغبي، كان على اللاعبين المؤهلين اللعب للحصول على امتياز أسترالي سوبر رغبي، ولم يتم اختيار اللاعبين المؤهلين الذين يلعبون خارج أستراليا. في 16 أبريل 2015، مع اقتراب كأس العالم للرغبي لعام 2015، أعلن اتحاد الرغبي الأسترالي أنه سيعدل سياسة الاختيار الخاصة بهم، بحيث يمكن لبعض اللاعبين ممارسة تجارتهم في مسابقة الدوري الياباني الأعلى من أغسطس إلى فبراير، طالما استمروا في اللعب للحصول على امتياز سوبر رغبي من فبراير إلى أغسطس، مما يجعلهم مؤهلين لاختيار الأولاب لأنهم سيظلون يلعبون أيضًا في أستراليا. ومع ذلك، لن يتم منح هذا «العقد المرن» إلا لعدد محدد من اللاعبين الذين ينظر إليهم المدرب الرئيسي ولوحة اتحاد الرغبي الأسترالي، مما يعني أنه لن يُسمح لجميع اللاعبين الذين يلعبون أو ينتقلون إلى اليابان باللعب في دوري الدرجة الأولى وسوبر رغبي. نظرًا لاشتباكات مسابقة الدوري الياباني الأول للرغبي مع بعض مباريات اختبار الأولاب، سيستخدم محددو الأولاب لائحة عالم الرغبي 9 (يجب على الأندية الإفراج عن اللاعبين داخل النوافذ الدولية) لتحديد هؤلاء اللاعبين عندما تصطدم الدوري الياباني الأول للرغبي ببطولة الرغبي في أغسطس وحتى أكتوبر، وجولة نهاية العام في نوفمبر. في هذه المرحلة، لم يتم اعتبار اللاعبين الذين يلعبون في أوروبا من أجل العقد المرن، حيث تصطدم الكثير من الموسم الأوروبي بمباريات اختبار الأولاب. ومع ذلك، في 22 أبريل 2015، تم إجراء المزيد من التغييرات على سياسة الاختيار الأصلية من أجل اختيار بعض اللاعبين المقيمين في أوروبا. بالإضافة إلى العقد المرن، يمكن اختيار اللاعبين الأستراليين الذين يلعبون في أي مكان في العالم للعب منتخب أستراليا لاتحاد الرغبي طالما أنهم يلائمون معايير معينة - يجب أن يكون اللاعب قد حصل على عقد احترافي مع الرغبي الأسترالي لمدة سبع سنوات على الأقل، ولعب 60 اختبارات أو أكثر لاختيار لاعب في الخارج. علاوة على ذلك، إذا كان اللاعب لا يتناسب مع هذه المعايير ولعب في الخارج، لكنه اختار العودة إلى أستراليا، فسيصبح مؤهلاً على الفور للاختيار طالما وقع على الأقل عامين مع امتياز سوبر رغبي الأسترالي للموسم التالي. مثل العقد المرن، سيستخدم محددو الأولاب لائحة عالم الرغبي 9 لاختيار لاعبين من الخارج في أي مكان في العالم.

### الفريق الحالي
في 8 أكتوبر، عينت أستراليا الفريق المكون من 37 لاعبًا لمبارياتهم التجريبية في جولة الربيع 2021 ضد اليابان واسكتلندا وإنجلترا وويلز.
في 17 أكتوبر انسحب ماريكا كوروبيت من الفريق بعد ولادة طفله الثالث. بالإضافة إلى ذلك انسحب بون فاماسيلي أيضًا بسبب الإصابة.
في 26 أكتوبر، انسحب سامو كيرفي وشون مكمان أيضًا من الفريق بعد أن اختاروا البقاء في اليابان لفترة ما قبل الموسم مع فرقهم.
انسحب كواد كوبر أيضًا من الفريق في 28 أكتوبر لكي يتمكن من البقاء مع ناديه الياباني. استُدعِيَ اللاعب نوح لوليسيو كبديل له بينما انضم أيضًا كورتلي بيل إلى الفريق.
في 2 نوفمبر أُعلن أن كولبي فاينجا ودنكان باياوا قد انضموا إلى الفريق قبل مباراتهم ضد اسكتلندا.
في 9 نوفمبر تم الإعلان عن استدعاء أولي هوسكينز للفريق كغطاء للدعم قبل مباراة منتخب أستراليا لاتحاد الرغبي ضد إنجلترا.
المدير الفني : ديف ريني

### لاعبون بارزون
اعتبارًا من أغسطس 2018، لدى الأولاب أربعة عشر لاعبًا سابقًا (ومدربين سابقين) في قاعة مشاهير الرغبي العالمية، والتي كانت تُعرف سابقًا باسم (IRB Hall of Fame) قبل عام 2015.
الأستراليون في قاعة مشاهير الرغبي العالمية (سنة الاختيار بين قوسين):
- جون إيلز  [لغات أخرى]‏ (2007)
- نيك فار-جون  [لغات أخرى]‏ (2011)
- نيكولاس شحادة (2011)
- ديفيد كامبيس  [لغات أخرى]‏ (2013)
- كين كاتشبول  [لغات أخرى]‏ (2013)
- مارك إيلا (2013)
- جورج غريغان (2013)

- توماس لاوتون  [لغات أخرى]‏ (2013)
- جون ثورنيت  [لغات أخرى]‏ (2013)
- ميشيل ليناف  [لغات أخرى]‏ (2014)
- تيم هوران (2015)
- توم ريتشاردز (2015)
- دانييل كارول (2016)
- ستيفن لاركهام  [لغات أخرى]‏ (2018)

- بوب دير (2011)
- رود ماكوين  [لغات أخرى]‏ (2011)
- روجر فاندرفيلد  [لغات أخرى]‏ (2011)

كان القائدان الفائزان بكأس العالم، جون إيلز ونيك فار جونز، من بين أوائل الأستراليين الذين تم اختيارهم. حصل إيلز على هذا التكريم في عام 2007. تم اختيار نيك فار جونز وقبطان الأولاب السابق الآخر، نيكولاس شحادة، في عام 2011. تم تكريم شحادة ليس كلاعب ولكن تم الاعتراف به، جنبًا إلى جنب مع زميله في إدارة الرغبي الأسترالي روجر فاندرفيلد، كأحد الشخصيات الرئيسية الأربعة في إنشاء كأس العالم للرغبي. كما تم تجنيد المدربين الحائزين على كأس العالم بوب دواير ورود ماكوين
تمت إضافة ستة من عظماء الأولاب السابقين مع مهن لعب مشتركة امتدت لما يقرب من تسعة عقود - توم لوتون سنر، وجون ثورنيت، وكين كاتشبول، ومارك إيلا، وديفيد كامبيز، وجورج غريغان - إلى قائمة الأستراليين في قاعة مشاهير عالم الرغبي في عام 2013.
لوتون، نصف ذبابة امتدت مسيرته الدولية من 1920 إلى 1932، اشتهر بمهاراته في التعامل مع الكرة والركل، وأبرزها قاد أستراليا إلى أول اكتساح نظيف على الإطلاق لسلسلة كأس بليدسلوي، في عام 1929. ظهر ثورنيت، المهاجم الذي لعب في أربعة مراكز مختلفة مع الفريق، لأول مرة دوليًا في عام 1955. حصل على 35 مباراة دولية في مسيرة اختبار استمرت 12 عامًا، وقاد الفريق 15 مرة. خلال سلسلة اختبارات أستراليا 1963 التي تم سحبها ضد جنوب إفريقيا، والتي شغل فيها منصب قائد الفريق، أصبح الفريق أول فريق في القرن العشرين يفوز باختبارات متتالية على منتخب جنوب أفريقيا لاتحاد الرغبي.
غريغان، الحائز على كأس العالم، الذي امتد مسيرته التجريبية إلى عصور الهواة والمحترفين في الرياضة (1994-2007)، جدير بالملاحظة أنه كان قائد المباريات على الإطلاق في اتحاد الرغبي الدولي، مع 139 في المجموع (الرقم القياسي الذي تجاوزه منذ ذلك الحين بريان أودريسكول من أيرلندا). كما كان قائدا الفريق في 59 اختبارا.
تم تجنيد اثنين آخرين من الفائزين بكأس العالم، مايكل ليناج وتيم حوران، في عامي 2014 و2015 على التوالي عندما تم دمج قاعة مشاهير الرغبي الدولية ومقرها نيوزيلندا مع قاعة مشاهير الاتحاد الدولي للرغبي.
كُرِّم منتخب أستراليا لاتحاد الرغبي والحائزين على الميداليات الذهبية الأولمبية من جولة 1908 في المملكة المتحدة، توم ريتشاردز ودانيال كارول، بالتعريفات في عامي 2015 و2016. ذهب كلا الرجلين ليصبحا لاعبين دوليين مزدوجين في لعبة الرغبي حيث لعب ريتشاردز مع فريق الأسود البريطانية عام 1910، وفاز كارول بذهبية أولمبية أخرى في الولايات المتحدة في عام 1920. حصل كلا الرجلين أيضًا على جوائز عن الشجاعة أثناء خدمتهما العسكرية في الحرب العالمية الأولى.
تم قبول ستيفن لاركهام، الفائز بكأس العالم في عام 1999 والمعروف بإسقاطه هدفه للفوز على جنوب إفريقيا في نصف نهائي تلك البطولة، في قاعة مشاهير الرغبي العالمية في عام 2018.

### السجلات الفردية
كابتن الفريق الأسترالي السابق جورج غريغان هو اللاعب الأكثر مشاركة مع الفريق الأسترالي برصيد 139 مباراة دولية. كان غريغان أيضًا اللاعب الأكثر مشاركة في العالم إلى أن تجاوزه اللاعب الأيرلندي براين أودريسكول في عام 2014. كما عادل غريغان الرقم القياسي لأكبر عدد من المباريات مع اللاعب ويل كارلينج، 59 مباراة دولية (سجل لاحقًا كسره جون سميت من جنوب إفريقيا). سجل اللاعب ديفيد كامبيزي 64 محاولة اختبار في مسيرته، وكان ذلك رقمًا قياسيًا عالميًا إلى أن تجاوزه اللاعب الياباني دايسوكي أوهاتا بـ 69 محاولة، وكان مايكل ليناج هو صاحب أعلى نقاط اختبار في لعبة الرغبي العالمية برصيد 911 إلى أن تجاوزه اللاعب الويلزي نيل جينكينز من ويلز برصيد 1037 نقطة. سجل اللاعب روكي إلسوم أسرع ثلاثية مهاجم في تاريخ كأس العالم. المهاجم الأسترالي الأكثر تتويجًا هو ناثان شارب، الذي تقاعد من لعبة الرغبي الدولية بعد اختبارات نهاية العام 2012 مع 116 مباراة دولية.
تم إنتاج أطول سلسلة انتصارات من قبل أستراليا في أوائل التسعينات، وبدأت في كأس العالم 1991 في إنجلترا، بثلاثة انتصارات في البلياردو، وانتصارات لاحقة في ربع النهائي ونصف النهائي على أيرلندا وكل السود على التوالي. تبع ذلك الفوز على إنجلترا في النهائي. استمر الخط في العام التالي، لمباراتين ضد اسكتلندا وأول بلاكس، واستمرت في المجموع، 10 مباريات. وبالمثل، فإن الرقم القياسي الأسترالي للخسائر المتتالية هو أيضًا 10 مباريات، والتي استمرت من فترة من 1899 إلى 1907، بما في ذلك جولتان في الجزر البريطانية، وخسائر لفريق أل بلاك.
سُجّل أكبر فوز لأستراليا في كأس العالم 2003، حيث تغلبت على ناميبيا 142 نقطة مقابل صفر خلال مراحل البلياردو، كما تعد المباراة أكبر عدد من النقاط التي سجلتها أستراليا. وكانت أكبر خسارة ضد جنوب إفريقيا، التي هزمت أستراليا بنتيجة 53-8 في عام 2008.

## المدربون
المدير الفني الحالي هو ديف ريني الذي تعيّن في 19 نوفمبر 2019، بعد استقالة مايكل شيخا بعد خروج فريقه من كأس العالم للرغبي عام 2019. يساعده سكوت ويزمانتيل كمدرب للهجوم، ودين بينتون كرئيس وطني للأداء الرياضي وكريس ويب كمدير عام.
| اسم                        | فترة                  | الاختبارات | وون | مسحوب | ضائع | معدل الفوز % | معدل الفوز % |
| -------------------------- | --------------------- | ---------- | --- | ----- | ---- | ------------ | ------------ |
| بوب دواير                  | 1982-1983             | 12         | 5   | 1     | 6    | 41.67%       | 63.01%       |
| بوب دواير                  | 1988-1995             | 61         | 41  | 1     | 19   | 67.21%       | 63.01%       |
| آلان جونز                  | 1984-1987             | 30         | 21  | 1     | 8    | 70.00%       | 70.00%       |
| جريج سميث                  | 1996-1997             | 19         | 12  | 0     | 7    | 63.16%       | 63.16%       |
| رود ماكوين                 | 1997-2001             | 43         | 34  | 1     | 8    | 79.07%       | 79.07%       |
| إدي جونز                   | 2001-2005             | 57         | 33  | 1     | 23   | 57.89%       | 57.89%       |
| جون كونولي                 | 2006-2007             | 25         | 16  | 1     | 8    | 64.00%       | 64.00%       |
| عمداء روبي                 | 2008-2013             | 75         | 44  | 2     | 29   | 58.67%       | 58.67%       |
| اوين ماكنزي                | 2013-2014             | 22         | 11  | 1     | 10   | 50.00%       | 50.00%       |
| مايكل شيخا                 | 2014-2019             | 68         | 34  | 2     | 32   | 50.00%       | 50.00%       |
| ديف ريني                   | 2020 إلى الوقت الحاضر | 20         | 8   | 3     | 9    | 40.00%       | 40.00%       |
| تم التحديث: 20 نوفمبر 2021 |                       |            |     |       |      |              |              |

لم تختر أستراليا المدربين لتعيينات طويلة الأمد قبل عام 1982. تم تعيين المديرين للتعامل مع الخدمات اللوجستية للجولات الخارجية وغالبًا ما يتضاعف مساعد المدير كمدرب طوال مدة الرحلة. في بعض الأحيان، شغل كابتن الفريق دور التدريب الأسترالي، لا سيما بالنسبة للاختبارات المنزلية منذ أن قرر مجلس الهجرة واللاجئين أنه لا يمكن تجميع الفرق المحلية إلا قبل ثلاثة أيام من المباراة التجريبية.

## الملعب

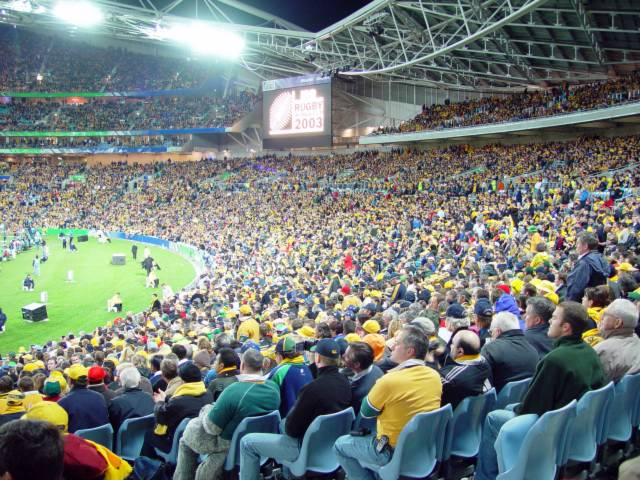
المباراة الافتتاحية لكأس العالم 2003 على ملعب تلسترا.

يلعب منتخب أستراليا لاتحاد الرغبي في مجموعة متنوعة من الملاعب في جميع أنحاء أستراليا. بعض هذه الألعاب تشمل ملعب أستراليا في سيدني، ولانغ بارك في بريسبان، والملعب المستطيل واستاد دوكلاندز في ملبورن، واستاد أوبتوس واستاد نيب في بيرث.
استُخدِمَت مجموعة متنوعة من الملاعب في جميع أنحاء أستراليا لمباريات كأس العالم للرغبي لعام 2003.
بعض الملاعب السابقة التي كانت تُستخدم تقليديًا لمباريات منتخب أستراليا لاتحاد الرغبي، شملت كونكورد أوفال في سيدني وملعب سيدني للكريكيت وملعب الرياضة، بالإضافة إلى باليمور وأرض المعارض في بريسبان. كان ملعب سيدني للكريكت هو الذي استضاف أول لاعب دولي أسترالي على الإطلاق، ضد بريطانيا العظمى، في عام 1899.
| مكان                 | مدينة   | الاهلية |
| -------------------- | ------- | ------- |
| ملعب أستراليا        | سيدني   | 83,500  |
| ملعب أوبتوس          | بيرث    | 65000   |
| ملعب دوكلاندز        | ملبورن  | 56347   |
| لانغ بارك            | بريسبان | 52500   |
| ملعب بانك ويست       | سيدني   | 30000   |
| ملعب ملبورن المستطيل | ملبورن  | 30,050  |
| برث أوفال            | بيرث    | 20500   |

## البث
تم بث مباريات منتخب أستراليا لاتحاد الرغبي للرغبي الدولية وجولة الربيع من قبل هيئة البث الأسترالية من 1957 إلى 1991، وشبكة تن بين عامي 1992 و1995 ومرة أخرى من 2013 إلى 2021. قاموا ببثها بشكل مشترك مع شبكة سفن بين 1996-2010 وشبكة ناين نتورك في 2011-2012. قامت فوكس سبورتس الأسترالية أيضًا ببث قناة التلفزيون منذ عام 1996.
اعتبارًا من عام 2021، سيتم بث ألعاب منتخب أستراليا لاتحاد الرغبي بواسطة ناين نتورك وخدمة البث المباشر عبر الإنترنت في أستراليا (Stan).
ألعاب منتخب أستراليا لاتحاد الرغبي الدولية التي أقيمت في أستراليا ونيوزيلندا، وكذلك في كأس العالم للرغبي، محمية بموجب قوانين أستراليا المناهضة للسحب، مما يعني أنه يجب تقديم جميع مباريات منتخب أستراليا لاتحاد الرغبي لشبكة مجانية.

## الرعاية
في أبريل 2015، أصبحت بي إم دبليو أستراليا الشريك الرسمي لاتحاد الرغبي الأسترالي (ARU). تم التوقيع بصفتها الشريك الرسمي للمركبة، وتمتد الاتفاقية لمدة عامين حتى نهاية عام 2016 لتأسيس شركة بي إم دبليو أستراليا كراعٍ لسيارات منتخب أستراليا لاتحاد الرغبي واتحاد الرغبي الأسترالي.
تعمل اتفاقية الشراكة على توسيع مشاركة بي إم دبليو في اللعبة عالميًا، حيث لها علاقة راسخة مع اتحاد الرغبي الإنجليزي لكرة القدم كشريك في مجال السيارات منذ عام 2012.

## روابط خارجية
- الموقع الرسمي
- اتحاد الرغبي الأسترالي قاعة مشاهير الأولاب
- أخبار اتحاد الرغبي الأسترالي من بلانيت رغبي
- Rugby in the Olympics، مؤرشف من الأصل في 2008-01-02